# Nordøst-ægæiske Øer
De nordøst-ægæiske øer er en græsk øgruppe i det Ægæiske Hav mellem Grækenland og Tyrkiet.
Øgruppen består af:
- Samos
- Ikaria
- Chios
- Lesbos
- Limnos
- Thassos
- Samotrake

40°20′N 25°20′Ø / 40.33°N 25.33°Ø